# Церква святого архістратига Михаїла (Олеша)
Церква святого архістратига Михаїла в Олеші — парафія і храм греко-католицької громади Монастириського деканату Бучацької єпархії Української греко-католицької церкви в селі Олеша Чортківського району Тернопільської области.

## Історія церкви
Греко-католицька парафія була утворена у XVIII столітті, а муровану церкву збудували у 1800 році та відновили у 1926 році. До 1946 року на парафії служив о. Роман Гузан, який відмовився переходити в московське православ'я. За це церкву закрила державна влада.
Після закриття храму його використовували як склад. Деякі церковні речі парафіяни передали на зберігання до церкви села Ковалівка, а частину забрали додому.
У 1989 році, у Вербну неділю, церкву знову відкрили. Вона тоді належала до РПЦ, а богослужіння проводили о. Дем'ян Михайлишин, о. Петро Хомета, о. Михайло Бойчук та о. Микола Сухарський.
З 1991 року парафія і храм знову перейшли до УГКЦ.
У 2010 році церква постраждала від пожежі, але громада повністю її відновила.
При парафії діють:
- Братство «Апостольство молитви».
- Спільнота «Матері в молитві».
- Вівтарна дружина.

На території села також встановлені хрести та фігури парафіяльного значення.

## Парохи
- о. Роман Гузан (до 1946),
- о. Юрій Тодорів,
- о. Петро Хомета (1989—1996),
- о. Роман Ворончак (1996—2006),
- о. Ігор Джилжора (з 2006).